# Hitoshi Tomishima
Hitoshi Tomishima (Kumamoto, 1 juni 1964) is een voormalig Japans voetballer.

## Carrière
Hitoshi Tomishima speelde tussen 1986 en 1995 voor All Nippon Airways / Yokohama Flügels en Fujieda Blux / Fukuoka Blux.